# 豆蟹

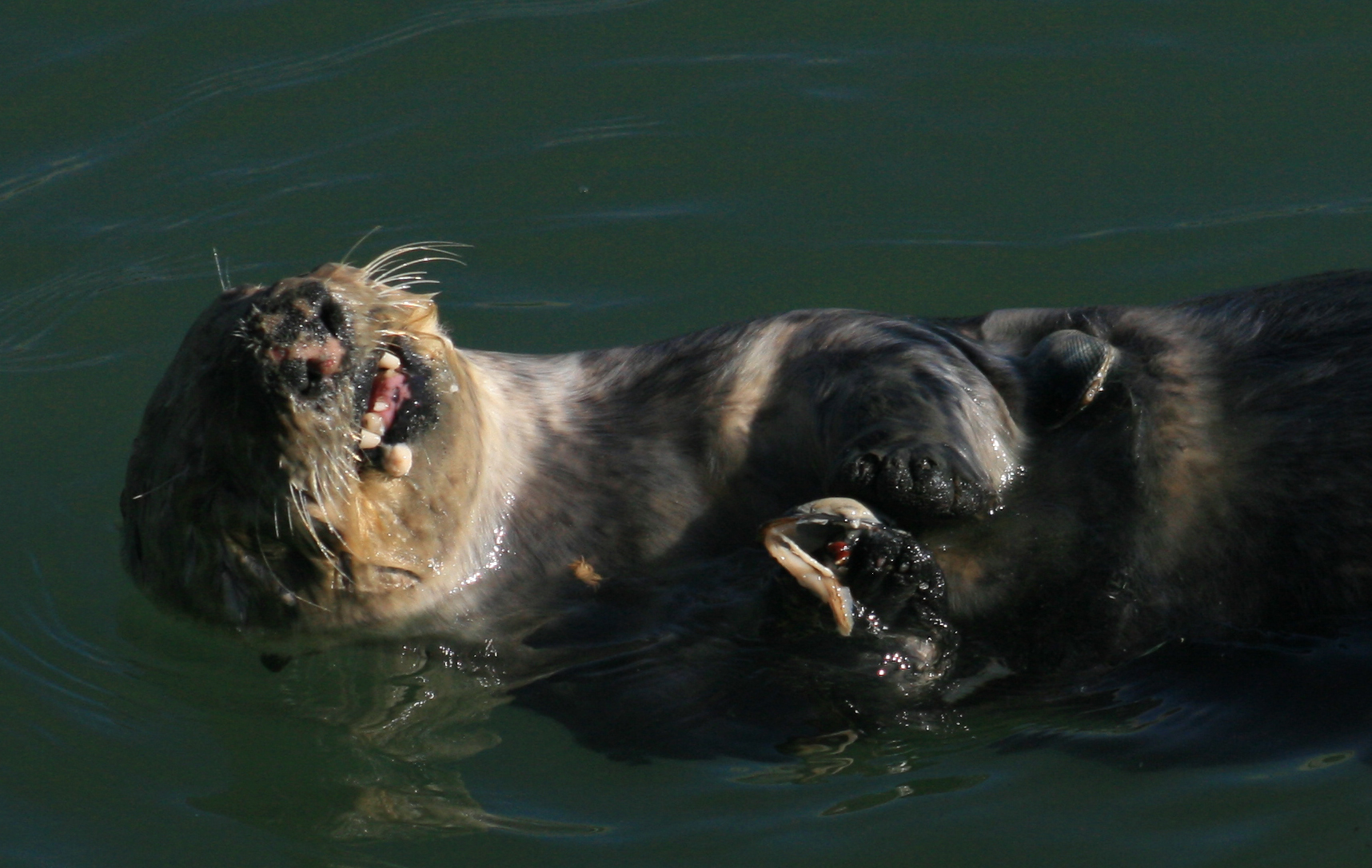
一只豆蟹從海獺捕食的蛤蜊中掉落出來

豆蟹（Pinnotheres pisum）是豆蟹屬的一種小型螃蟹，寄生在牡蠣和其他一些双壳纲生物身上。它單純依靠這些寄主爲生，並可能對寄主造成損害。這種螃蟹因爲只有豌豆那麽大而得名，實際上其種小名的意思就是豌豆。其雄蟹螯比雌性長，背殼也更堅硬，雌性的背殼呈透明狀，可看到體内器官。

## 繁殖
雄性豆蟹在交配期會花數小時摩擦藏有雌蟹的貝殼，直到貝殼打開。奧克蘭大學的研究者發現Nepinnotheres novaezelandiae也有同樣的行爲模式。